# Rosa rubiginosa
Rosa rubiginosa é uma espécie de planta com flor pertencente à família Rosaceae, conhecida pelo nome comum de rosa-mosqueta ou rosa-mosquita.

## Descrição
A autoridade científica da espécie é L., tendo sido publicada em Mantissa Plantarum 2: 564-565. 1771.
Trata-se de uma espécie presente no território português, nomeadamente em Portugal Continental e no Arquipélago da Madeira.
Em termos de naturalidade é nativa das duas regiões atrás indicadas.
Não se encontra protegida por legislação portuguesa ou da União Europeia.

## Usos
A rosa-mosqueta (Rosa rubiginosa ssp. affinis) é uma planta silvestre que tem origem oriental e que cresce em clima chuvoso e frio. Muito utilizada em cosméticos e na medicina natural, devido aos efeitos positivos na cútis. O óleo de rosa mosqueta é retirado das sementes.
Esta planta é conhecida por muitos séculos na Europa, mas é nos Andes, América do Sul (predominantemente no lado chileno), onde se encontra a principal plantação da rosa mosqueta.
Muitas pessoas estão fazendo uso do óleo da rosa mosqueta visando melhorias na pele, como eliminação de estrias, prevenção de rugas, melhor cicatrização e para melhorar o aspeto de manchas.